# Aloísio Jorge Pena Vitral
Aloísio Jorge Pena Vitral (ur. 23 kwietnia 1955 w Rio de Janeiro) – brazylijski duchowny katolicki, biskup Sete Lagoas w latach 2017–2020.

## Życiorys
Święcenia kapłańskie przyjął 18 stycznia 1986 i został inkardynowany do archidiecezji Belo Horizonte. Był m.in. wychowawcą wspólnoty Emaus, rektorem części filozoficznej seminarium w Belo Horizonte, a także proboszczem kilku parafii w tymże mieście.
11 lutego 2006 został biskupem pomocniczym archidiecezji Belo Horizonte oraz biskupem tytularnym Thubursicum-Bure. Sakry biskupiej udzielił mu 25 marca 2006 arcybiskup Walmor Oliveira de Azevedo.
25 listopada 2009 papież Benedykt XVI mianował go biskupem ordynariuszem diecezji Teófilo Otoni.
20 września 2017 papież Franciszek mianował go biskupem diecezji Sete Lagoas.
10 czerwca 2020 przeszedł na emeryturę. 